# Jim Bede

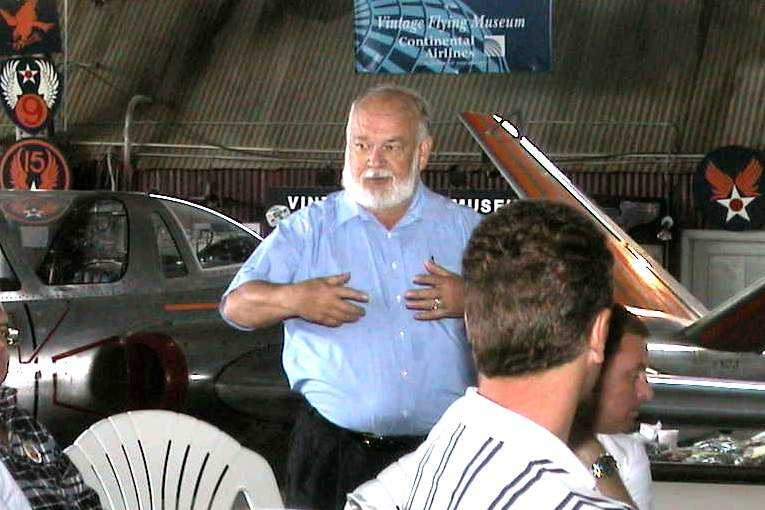
Jim Bede (2006)

James R. „Jim“ Bede (* 17. April 1933; † 9. Juli 2015 in Cleveland, Ohio) war ein US-amerikanischer Flugzeugkonstrukteur und Luftfahrtunternehmer.

## Leben
Bede wuchs in Cleveland auf. Er schloss 1952 die West Technical School ab und besuchte das Fenn College und die Wichita State University. Nach seinem Bachelor-Abschluss 1957 arbeitete er beim Flugzeughersteller North American Aviation, wo er unter anderem an Projekten für die US Navy mitwirkte.
Bereits 1961 kehrte er nach Cleveland zurück und gründete mit seinem Vater James die Firma Bede Aviation, wo er das einmotorige Selbstbauluftfahrzeug BD-1 entwickelte. In einer Zeit, in der die Kosten für Flugzeuge auf dem Markt weit über dem heutigen Niveau lagen, wollte Bede mit seinem Bausatzflugzeug dieses Problem lösen. Sein Ziel war es, Piloten die Möglichkeit zu geben, ihr eigenes Flugzeug zu einem fairen Preis zu bauen. Die Entwicklung zog sich jedoch in die Länge, ohne dass Bede eine fertige Konstruktion liefern konnte, so dass Bede Aviation 1968 übernommen und in American Aviation und nach der Übernahme durch die Grumman Aerospace Corporation schließlich in Grumman American umbenannt wurde.
Jim Bede blieb trotzdem von seiner Idee der Kitflugzeuge überzeugt und gründete die Firma Bede Aircraft. Er entwarf die BD-4, ein einfach zu bauendes Leichtflugzeug. Nebenbei arbeitete er schon an der BD-5 Micro. Sein Flugzeug BD-5J hatte einen Kurzauftritt in der Eröffnungssequenz des James-Bond-Films Octopussy. Die BD-5J hielt für 25 Jahre den Guinness-Weltrekord für den kleinsten Jet der Welt.
Nach dem Zusammenbruch von Bede Aviation entstanden mehrere Projekte unter dem Namen Bede Design, darunter auch das Bede Car, ein Auto, das er mit seinem Cousin Anfang der 1980er Jahre entwickelte.
Mit der BD-10 entstand der erste Kit-Jet, der auch zu militärischen Übungszwecken verwendet wurde. Die fünf produzierten Exemplare waren ab 1992 im Einsatz. Mitte der 1990er Jahre geriet Bedes Firma erneut in finanzielle Schwierigkeiten, sie musste den Hangar in Chesterfield, Missouri, verlassen und nach Alton, Illinois, umziehen. Nach der Öffnung des BedeAmerica Aerosport Designgeschäfts konstruierte Jim Bede noch einige Modelle, darunter die BD-16, BD-18 oder die BD-22L. Die 2000 erschienene BD-17 Nugget besteht etwa aus nur 110 Teilen.
Jim Bede starb am 9. Juli 2015 im Alter von 82 Jahren an den Folgen eines Aneurysmas.